# Arno Hennig
Pour les articles homonymes, voir Hennig.
Arno Hennig (né le 24 janvier 1897 à Wolkau et mort le 26 juillet 1963 à Schlangenbad) est un homme politique allemand du SPD.

## Carrière
Arno Hennig étudie à l'école primaire et le lycée d'Hainichen et obtient un diplôme d'études secondaires privées. Il étudie à l'école normale supérieure de Frankenberg et étudie l'éducation, l'histoire de l'art et les sciences naturelles à l'Université de Wurtzbourg. Entre 1916 et 1928, il travaille comme professeur dans différents types d’écoles. Hennig, qui a déjà rejoint le SPD en 1920, travaille à plein temps comme secrétaire du parti SPD à partir de 1928, principalement dans la région du Grand Dresde. Après la prise du pouvoir par les nationaux-socialistes en 1933 et l'interdiction du SPD qui s'ensuit, il travaille comme représentant pour le matériel pédagogique scientifique. Il est emprisonné à plusieurs reprises.
Après la Seconde Guerre mondiale, il devient d'abord chef du département de la culture, puis maire de Freital. Depuis novembre 1945, il est membre du comité exécutif du SPD Saxe (de). En 1946, il est destitué parce qu'il s'opposait à la fusion forcée avec le KPD et s'enfuit en Allemagne de l'Ouest. Là, il devient conseiller culturel auprès du comité exécutif du SPD à Hanovre. Lors des premières élections fédérales de 1949, il est élu au Bundestag allemand dans la circonscription de Göttingen-Münden (de). Il est vice-président de la commission de la politique culturelle du Bundestag. Aux élections fédérales de 1953, il est battu par le candidat du FDP Walter Drechsel (de). Comme il n'est pas suffisamment bien placé sur la liste régionale du SPD (18e place), il quitte le Bundestag.
Le 2 décembre 1953, il est nommé ministre de l'Éducation et de l'Instruction publique (de) de Hesse, succédant à Ludwig Metzger (de). Avec la formation du nouveau gouvernement le 29 janvier 1959, il quitte le gouvernement de l'État. Parmi ses succès, on compte le soutien à la fondation de l'exposition d'art Documenta de Cassel. De 1954 jusqu'à sa démission le 28 février 1961, il est député du parlement de l'État de Hesse. Hans Reucker (de) lui succède au parlement de l'État

## Œuvres
- Sozialistische Kulturpolitik, Hamburg 1946
- Kulturkrise, 1947